# International Wheelchair Rugby Federation
International Wheelchair Rugby Federation (IWRF) bildades 1993, och är det internationella rullstolsrugbyförbundet. Tidigare var man en sektion inom International Stoke Mandeville Wheelchair Sports Federation, som 2005 bytte namn till International Wheelchair and Amputee Sports Federation (IWAS). Den 1 januari 2010 blev IWRF ett oberoende idrottsförbund.

### Fotnoter
1. ↑  ”About the IWRF, hämtdatum: 10 april 2014”. Arkiverad från originalet den 30 november 2013. https://web.archive.org/web/20131130112525/http://www.iwrf.com/?page=about_the_iwrf. Läst 10 april 2014.